# Mozilla Lightning
Pour les articles homonymes, voir Lightning et Mozilla.
Mozilla Lightning est un calendrier sous forme d'extension pour  Thunderbird et  SeaMonkey qui veut devenir à terme une alternative au logiciel propriétaire qu'est Microsoft Outlook[réf. nécessaire].

## Historique
Le Calendar Project issu de la Fondation Mozilla (fondation connue pour son navigateur Web Firefox), a mis à disposition dès 2006 le logiciel de calendrier Mozilla Sunbird aux internautes. Le 19 février 2007, le projet Calendar proposa parallèlement la première[réf. nécessaire] version de Lightning en téléchargement. Celle-ci est compatible avec les versions 1.5 et 2* de Thunderbird, et estampillé 0.3.1 donc considéré comme version non exploitable. Durant les deux années suivantes, Lightning basé sur Sunbird, profita de nombreuses améliorations.
David Ascher, chef de la direction de Mozilla Messaging Inc., a annoncé le 19 février 2008 sur son blog sa volonté de voir la fonction de gestion d'agenda, intégrée dans la version 3 de Thunderbird.
Néanmoins, il annonça sur son blog le 18 février 2009 que Lightning 1.0 ne sera finalement pas intégré directement dans Thunderbird 3, le développement en parallèle des deux logiciels s'avérant trop complexe.
Lorsque Thunderbird 3 est sorti en décembre 2009 en version finale, son agenda Lightning n'était pas inclus. Une version bêta est sortie en février 2010, permettant aux utilisateurs d'installer Lightning 1.0 b1 sur Thunderbird 3.
Le 30 mars 2010, le Projet Calendar informe lors de la mise à disposition de la dernière version de développement de Mozilla Sunbird, que ce dernier est désormais abandonné. Les utilisateurs sont invités à migrer sur Thunderbird avec l'extension Lightning.
La version finale est sortie le 7 novembre 2011, le jour de la sortie de Thunderbird 8.0.

## Installation
Depuis Thunderbird 38, Lightning est livré, installé et mis à jour avec Thunderbird.

## Fonctions
Sur Mozilla Lightning il est possible:
- d'afficher le calendrier par jour, semaine ou mois,
- d'ajouter des événements ponctuels ou récurrentes (par exemple répétable chaque année pour un anniversaire),
- de regrouper tels événements dans telles catégories d'événements, et ainsi y poser des couleurs différentes afin de simplifier la lecture du calendrier,
- d'ajouter des rappels sur les événements afin d'être certain de ne pas les manquer.

Lightning propose en plus du calendrier un gestionnaire de taches, qui reprend bon nombre des fonctionnalités citées ci-dessus.
Basé sur le langage SQL, Lightning utilise le format .sdb pour ses fichiers calendaires, et sont stockés dans les dossiers des profils utilisateurs de la machine. Il est également capable d'exploiter le format standard ICalendar (format permettant donc d'importer et d'exporter ses fichiers calendaires avec la majorité des logiciels alternatifs)
Il est possible d'héberger ses calendriers et gestionnaires de tâches, en utilisant un serveur utilisant le protocole standardisé CalDAV. CalDAV synchronise les nouveaux événements ajoutés dans Lightning sur un serveur compatible, puis, l'usager est en mesure de récupérer ces informations sur tout autre client lui aussi compatible.
L'usage de ce type de technologie rend exploitable sur Lightning certaines fonctionnalités avancées, tel qu'inviter des participants pour organiser des réunions.
Il peut également exporter sur un serveur WebDAV les événements en format ICalendar. Contrairement à CalDAV, il n'y a pas de synchronisation mais un remplacement de fichier.
Mozilla Calendar Project propose un fichier ICalendar qui ajoute les jours fériés sur le calendrier.

## Développement
Depuis la sortie de la première version stable de l’extension Lightning 1.0 pour Mozilla Thunderbird 8.0 et SeaMonkey 2.5 le 7 novembre 2011, la Mozilla Calendar Project met à disposition une nouvelle version de Lightning environ tous les un mois et demi, elle respecte donc le même cycle de développement que Thunderbird. Ces nouvelles versions profitent parfois de correctifs.
Lightning est utilisable sur ces systèmes d'exploitations :
- Microsoft Windows depuis XP,
- macOS v10.5 et suivants,
- GNU/Linux et BSD.

Compatible 32 et 64 bits pour tous ces systèmes sauf Windows.